# São Bento do Sapucaí (kommun)
São Bento do Sapucaí är en kommun i Brasilien.   Den ligger i delstaten São Paulo, i den sydöstra delen av landet, 800 km söder om huvudstaden Brasília. Antalet invånare är 10 462.
Följande samhällen finns i São Bento do Sapucaí:
- São Bento do Sapucaí

Omgivningarna runt São Bento do Sapucaí är huvudsakligen savann. Runt São Bento do Sapucaí är det ganska tätbefolkat, med 149 invånare per kvadratkilometer.